# Šašová
Šašová (ungarisch Sasó – bis 1907 Sassova) ist eine Gemeinde im Osten der Slowakei mit 158 Einwohnern (Stand 31. Dezember 2024). Sie gehört zum Okres Bardejov, einem Kreis des Prešovský kraj, und wird zur traditionellen Landschaft Šariš gezählt.

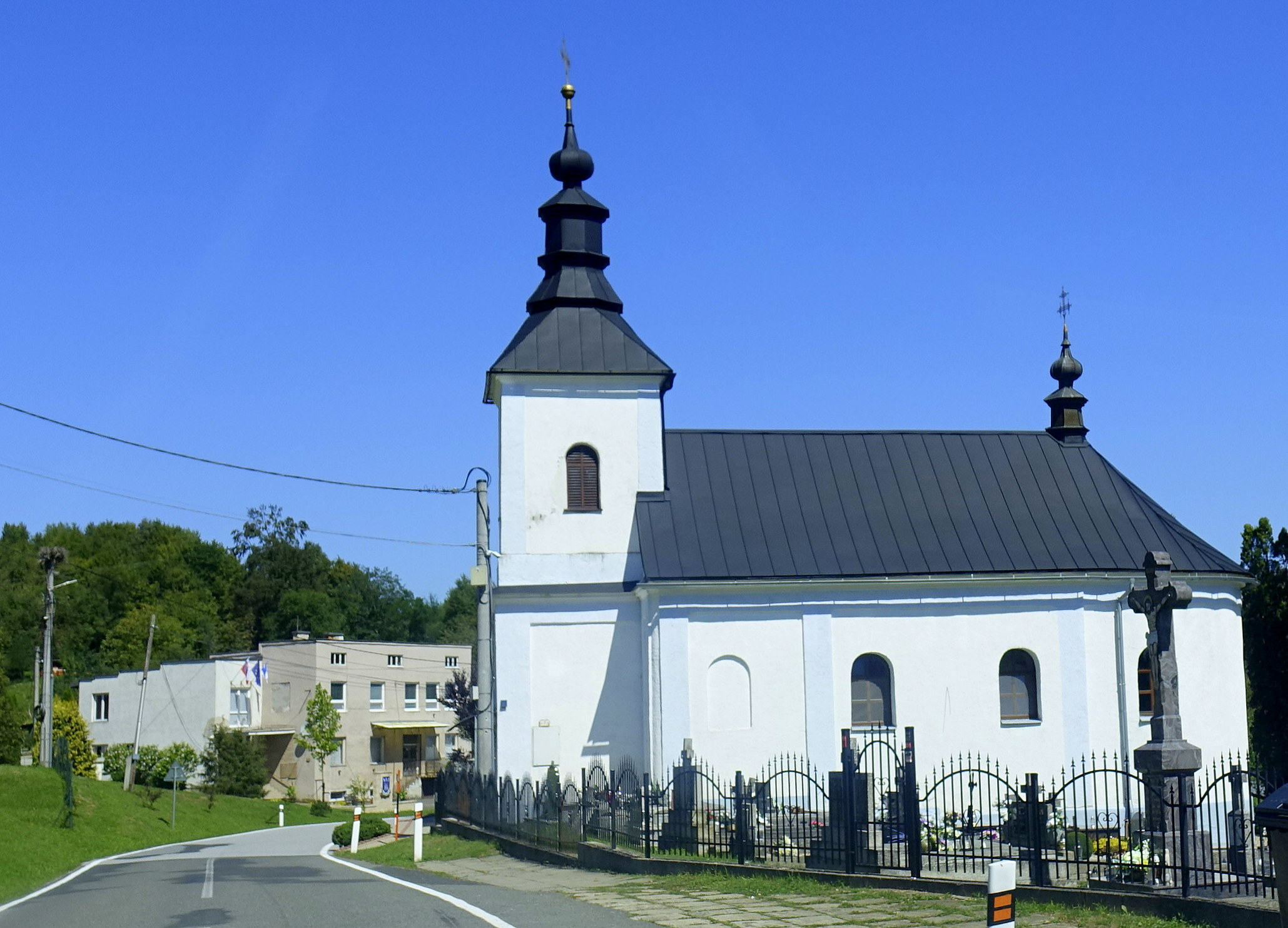
Kirche in Šašová

## Geographie
Die Gemeinde befindet sich in den Niederen Beskiden, noch genauer im Bergland Ondavská vrchovina, im Tal des Baches Cerninka, eines linken Zuflusses der Topľa. Das Ortszentrum liegt auf einer Höhe von 231 m n.m. und ist 17 Kilometer von Bardejov entfernt (Straßenentfernung).
Nachbargemeinden sind Ortuťová im Norden, Lipová im Osten, Kurima im Südosten, Dubinné im Süden und Westen und Brezovka im Nordwesten.

## Geschichte
Šašová entstand nach 1330 nach deutschem Recht und wurde zum ersten Mal 1352 als Sasow schriftlich erwähnt, weitere historische Bezeichnungen sind unter anderen Sasauitha (1414) und Sassova (1773). Zur Zeit der Ersterwähnung wurde Šašová, zusammen mit der Herrschaft von Kurima, Besitz des Geschlechts Cudar. 1427 wurden 26 Porta verzeichnet, nach einem polnischen Einfall im späten 15. Jahrhundert verminderte sich die Bevölkerungszahl.
1787 hatte die Ortschaft 22 Häuser und 151 Einwohner, 1828 zählte man 28 Häuser und 237 Einwohner, die als Korbmacher, Landwirte und Weber beschäftigt waren.
Bis 1918 gehörte der im Komitat Sáros liegende Ort zum Königreich Ungarn und kam danach zur Tschechoslowakei beziehungsweise heute Slowakei. Auch in der Zeit der ersten tschechoslowakischen Republik verblieb die Bevölkerung bei den traditionellen Haupteinnahmequellen. Nach dem Zweiten Weltkrieg pendelte ein Teil der Einwohner zur Arbeit in Industriebetriebe in Bardejov und Košice, die örtliche Einheitliche landwirtschaftliche Genossenschaft (Abk. JRD) wurde im Jahr 1959 gegründet. 1965 wurde Šašová von einem Hochwasser heimgesucht.

## Bevölkerung
| Jahr                | 1994 | 2004     | 2014    | 2024    |
| ------------------- | ---- | -------- | ------- | ------- |
| Anzahl der Personen | 176  | 158      | 150     | 158     |
| Unterschied         |      | −10,22 % | −5,06 % | +5,33 % |

| Jahr                | 2023 | 2024    |
| ------------------- | ---- | ------- |
| Anzahl der Personen | 159  | 158     |
| Unterschied         |      | −0,62 % |

Nach der Volkszählung 2011 wohnten in Šašová 152 Einwohner, davon 117 Slowaken, 22 Roma, vier Russinen und ein Tscheche. Acht Einwohner machten keine Angabe zur Ethnie.
109 Einwohner bekannten sich zur griechisch-katholischen Kirche, 32 Einwohner zur römisch-katholischen Kirche und drei Einwohner zur Evangelischen Kirche A. B. Bei acht Einwohnern wurde die Konfession nicht ermittelt.

## Baudenkmäler
- griechisch-katholische Kirche aus dem Jahr 1846
- Kapelle aus dem Jahr 1888

## Verkehr
Durch Šašová führt die Cesta III. triedy 3515 („Straße 3. Ordnung“) von Dubinné nach Komárov via Hažlín.